# Pressigny-les-Pins
Pressigny-les-Pins é uma comuna francesa na região administrativa do Centro, no departamento Loiret. Estende-se por uma área de 12 km². Em 2010 a comuna tinha 508 habitantes (densidade: 42,3 hab./km²).